# Hlava Kasandry
Hlava Kasandry je česká počítačová hra z roku 1993. Byla vytvořena vývojáři vystupujícími pod značkou LetDisk. Vyšla pro Atari ST, ale je kompatibilní i s Atari TT a Atari Falcon. Vznikla na motivy polské novely Głowa Kasandry.

## Vývoj
Tvůrci na hře pracovali ve volném čase. Vývoj byl ovlivněn nezkušeností vývojářů, kteří se řadu věcí museli naučit během prací na hře. Přitom do ní zahrnuli řadu vlastností, které zpětně hodnotí jako zbytečné. Hru poté testovali přátelé autorů hry.
V době vydání hry bylo velkým problémem pirátství. Autoři se proto obzvláště zaměřili na ochranu proti kopírování. Sami měli zkušenosti s kopírováním her, a proto se rozhodli vytvořit zvláště účinnou ochranu, která piráta donutí si hru koupit. Tato ochrana bohužel později znemožňovala vytvoření fyzické kopie či obrazů disket pro použití v emulátorech. To samotnou hru téměř „zabilo“.
V roce 2004 se Marek Nepožitek, spoluzakladatel a společník Cinemaxu, rozhodl znovuzprovoznit Hlavu Kasandry, jejíž hraní bylo znemožňováno právě protipirátskou ochranou. Tu musel obejít, což se povedlo až v roce 2014. Free verze pro emulátory byla vydána v prosinci 2014.

## Hratelnost
Hra se ovládá joystickem a myší. Jedná se o mix adventury, RPG a simulátoru. Hráč prozkoumává ostrov plný bunkrů a hledá jadernou hlavici, Kasandru. Musí přitom dávat pozor na palivo a život. Taktéž se musí vyhýbat radioaktivním oblastem. Pokud se dostane k hangáru, spustí se RPG vložka, kdy musí hráč vyřadit obranu. 

## Příběh
Hra je zasazena do budoucnosti, kdy hrstka lidí musí přežívat ve světě zničeném rozsáhlým jaderným konfliktem. Nyní jsou ohrožováni jadernými hlavicemi, které nebyly ve válce použity. Ty mohou být kdykoliv aktivovány automatikou, která byla poblázněna zářením.
Hra sleduje příběh Teodora Hornice, který se zabývá likvidací nebezpečných hlavic. Ten spolupracuje se Světovou Unií Obětí Války. Ta zjistila, že se někde nachází raketa, která může zničit planetu. Tou je Kasandra. Hornic ji nyní musí najít.

## Recenze
V době vydání byla hra přijata kladně recenzenty. V Narsilu získala hodnocení 76% a v Excaliburu 71%. 